# Соге
Соге (Суоге) (д/н — 711) — 2-й володар Тюргеського каганату у 708—711 роках. Відомий також як Сакла-каган.

## Життєпис
Син кагана Ушліка. 708 року отримав від танського уряду титул цзоцяовей-дацзянцзюнь. Після смерті батька близько 708 року успадкував владу, взявши ім'я Сакла («Творець Світу»). Загалом продовжив політику попередника. Обмінявся величними посольствами з танським імператором Чжун-цзуном. Останній не визнав його самостійним каганом, а лише губернатором провінції Валу з титулом хуаде-чжуньван і підлеглим номінального західнотюркського каганта Хуай-до. Також продовжив війну з арабським валі Кутайбою.
Незабаром погиркався з одним з підлеглих ханів — Кулі-Чурі. Звернувся по допомогу до танського імператора. Але Кулі-Чурі встиг відправити танским канцлерам Цзун Чуке й Цзі Чуну 1 тис. лянів срібла, завдяки чому ті переконали імператора стати на бік Кулі-Чурі. Бачачи, що китайці налаштовані проти нього, каган убив танського посланця Пін Цзябао й відправив свого брата Чжену атакувати танські землі на Великому Шляховому шляху — Кучу, Бохуан, Карашар та Інчжан. У відповідь імператор призначив Ашину Сяня шісінь-каганом (каганом 10 племен), наказавши захопити Суяб. Проте Соге завдав тому поразки, наказавши посилити напади на власне китайські землі. Зрештою замирився з імперією Тан, отримавши титул шісісінь-кагана (каган 14 племен).
Утім цим протистоянням скористалися араби, що 709 року захопили Бухару. 710 року став готувати наступ на Східно-тюркський каганат, уклавши союз із Барс-каганом, володарем киргизів.
Незабаром Чжену, незадоволений своїми землями, повстав і відкочував до східнотюркського кагана Капагана, якого намовив проти Соге. 711 року тюркське військо на чолі з Могилянєм і Богю в битві на річці Болчу завдало поразки тюргешам. Соге за різними відомостями загинув або потрапив у полон, де був страчений. Владу перебрав його брат Чжену.